# Lisa (film)
|  | Denne artikel er oprettet af botten Steenthbot ud fra en ekstern database. Den kan derfor have sproglige fejl eller mangler. Denne skabelon kan fjernes efter kontrol af indholdet. |

Lisa er en dansk spillefilm fra 2016 instrueret af Peter Steenberg.

## Handling
Lisa er en kvinde i sin bedste alder med styr på karrieren. Livet er dog ikke altid lige let, og privatlivet kan hurtigt stå i skarp kontrast til arbejdslivet med nogle til tider pinlige og akavede situationer.

## Medvirkende
- Randi Mikaelsen, Lisa
- Thomas Backhausen Tjustrup, Kasper
- Ditte Maria Jørgensen, Claudia
- Sofie Bjerregaard, Karina
- Sussie Nøhr, Lisas mor
- Ole Dupont, Lisas far
- Kim Wilde, Grøndahl
- Anette Tønnesen, Birgitte
- Lasse Voss, Martin
- Malene Norreen, Martins kæreste
- Asger Lehnert, Robert
- Michael Robdrup, Jens
- Allan Krüger, Thomas
- Steffen Holmann Olsen, Mikkel
- Regitse Holm Diwas, Lisbeth
- Stefan Lasse Petersen, Claus
- Michella Egelund Christensen, Fitnessmedarbejder
- Martin Sanchez, Jonas
- Andreas Sylvan, Mand i fitness
- Kasper Hunnicke Jensen, Mand i takeway
- Mille Mikie Hansen, Kvinde i takeaway
- Melanie Beckendorff-Leavens, Ekspedient i bager
- Luise Löhr Pind, Ekspedient på apotek
- Peter Steenberg, Mand på café
- Clara Viltoft, Tjener på restaurant
- Illa Jepsen, Kollega på kontor
- Anna Lyngby, Fransktalende kvinde
- Kevin K. Yuven, Fransktalende mand
- Lone Lis Andersen, Dame på biblioteket
- Sakrib Idris, Takeaway tjener